# Gephyromantis rivicola
Gephyromantis rivicola är en groddjursart som först beskrevs av Vences, Glaw och Franco Andreone 1997.  Gephyromantis rivicola ingår i släktet Gephyromantis och familjen Mantellidae. IUCN kategoriserar arten globalt som sårbar. Inga underarter finns listade i Catalogue of Life.